# Happy Jankell
Betty Nicóle Hildegard Jankell (født 16. december 1993), bedre kendt som Happy Jankell, er en svensk skuespillerinde. Hun er datter af skuespilleren Thorsten Flinck og journalist Annika Jankell, samt lillesøster til skuespillerinden Félice Jankell.

## Udvalgt filmografi
- Ett gott parti (tv-serie, 2007)
- Anno 1790 (tv-serie, 2011)
- Fjällbacka-mordene - Lysets dronning (2013)
- Stockholm Stories (2013)
- IRL (2013)
- Solsidan (tv-serie, 2013)
- Ægte mennesker (tv-serie, 2013-2014)
- God (kortfilm, 2014)
- Jordskott (tv-serie, 2015-2017)
- Leif & Billy (tv-serie, 2017)
- Ted: For kærlighedens skyld (2018)
- Mord i Skærgården (tv-serie, 2018)
- Storm på Stillevænget (julekalender, 2018)
- The Rain (tv-serie, 2020)
- To søstre (tv-serie, 2021)
- Året jeg begyndte at onanere og stoppede med at præstere (2022)
- Beck (tv-serie, 2023)